# Gian Franco Saba
Gian Franco Saba (n. Olbia, Cerdeña, Italia, 20 de septiembre de 1968) es un arzobispo católico italiano.

## Biografía
Nacido en la ciudad italiana de Olbia, el 20 de septiembre de 1968, fue ordenado sacerdote el 23 de octubre de 1993.
Estudiò en la Pontificia Facultad de Teología de Cerdeña, y se especializó en el Instituto Patrístico Augustinianum. También se especializó en el Instituto Católico de París. Fue rector del Seminario diocesano de Sassari y de 2000 a 2015 fue rector del Seminario Pontificio Regional de Cerdeña.
El 27 de junio de 2017, el papa Francisco le nombró nuevo arzobispo metropolitano de la Archidiócesis de Sassari, en sucesión de monseñor Paolo Mario Virgilio Atzei que renunció por motivos de edad. Al ser nombrado, eligió su escudo y escogió la frase Dilectione amplectere Deum (en latín).
El 13 de septiembre de ese mismo año, en la catedral de Sassari, tuvo lugar su consagración episcopal a manos de monseñor Sebastiano Sanguinetti.

## Publicaciones
- Il dialogo sul sacerdozio di Giovanni Crisostomo: sintesi tra paideia classica e paideia cristiana?, Bologna, Dehoniana Libri, 2012, ISBN 978-88-89386-44-6
- Scienze religiose e processo euromediterraneo, curatela, Soveria Mannelli, Rubbettino, 2009, ISBN 978-88-498-2850-4
- Albino Morera: l'uomo e il pastore nel contesto socio-religioso nella Diocesi di Tempio-Ampurias, curatela con Angelo Setzi, Soveria Mannelli, Rubbettino, 2004, ISBN 88-498-0646-9